# パフィオペディルム・ロスチャイルディアナム
パフィオペディルム・ロスチャイルディアナムあるいはパフィオペディルム・ロトゥスキルディアヌム（Paphiopedilum rothschildianum）は、ラン科植物の一つ。パフィオペディルム属の中でも特に鑑賞価値の高いものとして知られる。

## 概説
本種は数あるパフィオペディルム属中でももっとも豪華な花を咲かせるものとされる。植物体も大型だが、花茎が高く伸び、複数の大きな花をつける。名称はヴィクトリア朝時代のラン栽培家として有名なファーディナンド・ド・ロスチャイルド男爵（フェルディナント・フォン・ロートシルト男爵）を記念してのものである。
この属の花は虫媒花として強く特化しており、媒介昆虫との特殊な関係の存在が窺えるが、詳しく知られた例が少ない中、この種ではハナアブ類との関係が知られている。
鑑賞価値が高いが、栽培はやや難しく、成長も遅い。そのために野生株の減少が著しく、保護の必要性が強調されている。

## 特徴
常緑の多年生草本。葉は6-8枚を根出状に生じ、長さは20-30センチメートル、長い舌型で緑色。
花茎は直立し、高さ40-60センチメートルに達し、間を置いて2-5輪をつけ、それらがほぼ同時に開花する。花は径が15-20センチメートル、時に30センチメートル。背萼片は広楕円形で先端はとがり、黄白色の地に黒紫色の太い筋を多数生じる。側萼片は左右融合して唇弁の後ろにあり、ほぼ背萼片と同じ。側花弁は細長く、左右やや斜め下にまっすぐに伸びて、黄白色の地に黒紫の小斑紋を散らす。唇弁は底が狭くなった袋状で全体に黒紫色、上縁はやや広まって、縁は内側に曲がる。

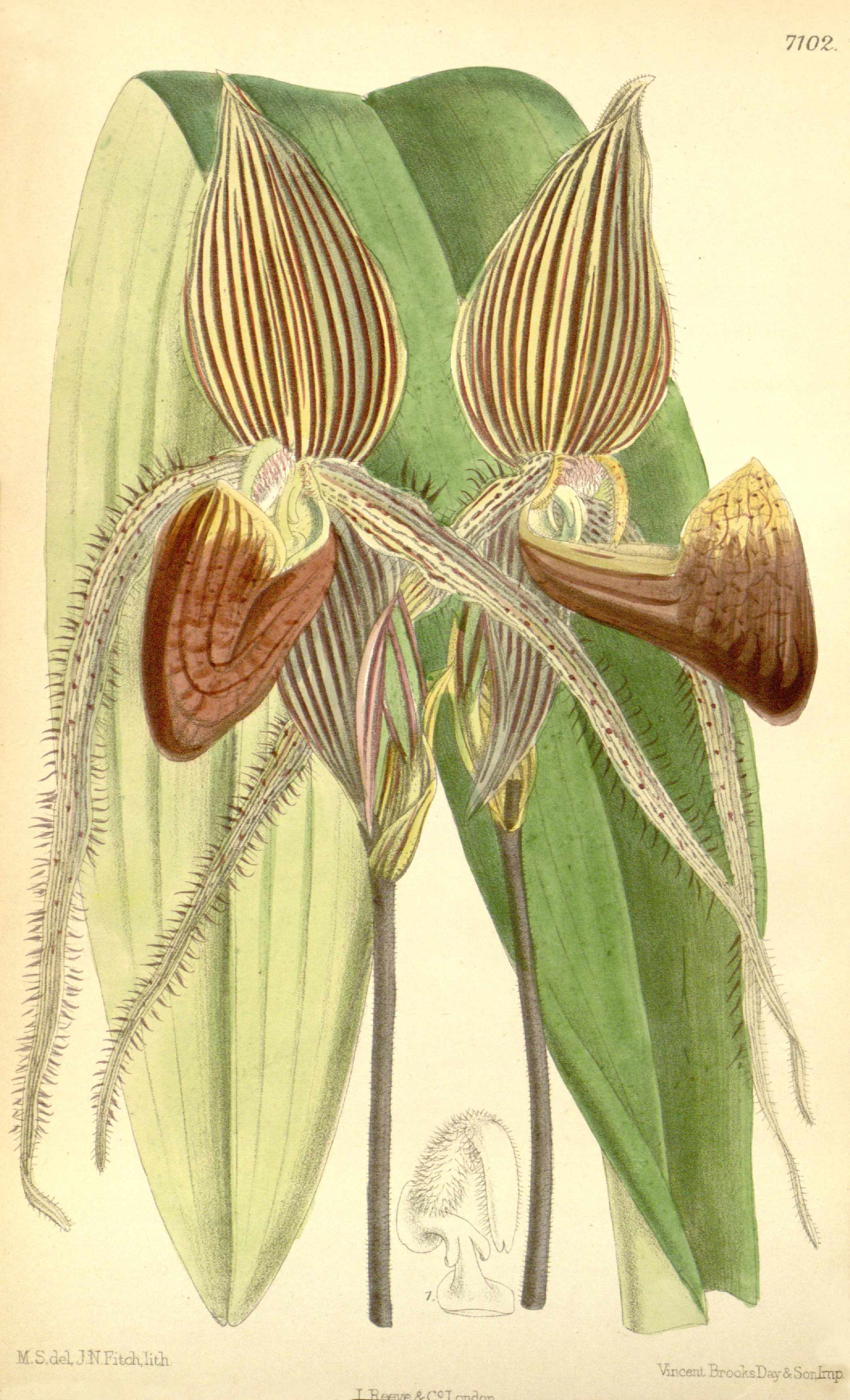
図版

## 分布と生育環境
ボルネオ島、キナバル山の固有種である。標高500–1800メートルの地域に生育する。
ただしこれが判明するまでには少々の逸脱がある。1887年にこの種はサンダー商会によって紹介されたが、その際、ニューギニア島原産と報告された。その後世界大戦があったこともあり、栽培株の多くが枯死した。それ以降、多くの手によって自生地探しが行われたが、キナバル山が自生地であることが判明したのは1980年である。

## 花粉媒介
この花の花粉媒介は、ハナアブ類によって行われることが知られている。それも大部分は雌であり、その際にアブは花に産卵していることが確認されている。このアブはアリマキに産卵する習性があるが、この種の仮雄しべには毛が密生しており、それをアリマキと見誤り、産卵しようとする際に受粉が行われるという。つまり、一種の擬態である。

## 利用
洋ランとして栽培される。この花は差し渡しが30cmにもなり、これは本属ならずラン科の花としても大きいものである。それに色彩の派手さはないものの、力強くて力強さを感じる花形などから人気がとても高く、この種には本属の王との称号もある。とにかくユニークでエキゾチックな姿から、高額で取引される。
ただし栽培はやや難しい。成長が遅く、花をつけにくい。
交配親としても用いられている。大輪で多花咲きの形質を受け継いだ品種が多数作出されている。特にサンデリアヌム Paph. sanderianum との交配品はプリンスエドワードオブニューヨークの名があるが、これは本種同様の大輪多花で、その上にサンデリアヌムの特徴である側花弁が長く伸びて垂れる性質をも受け継ぎ、評価が高い。

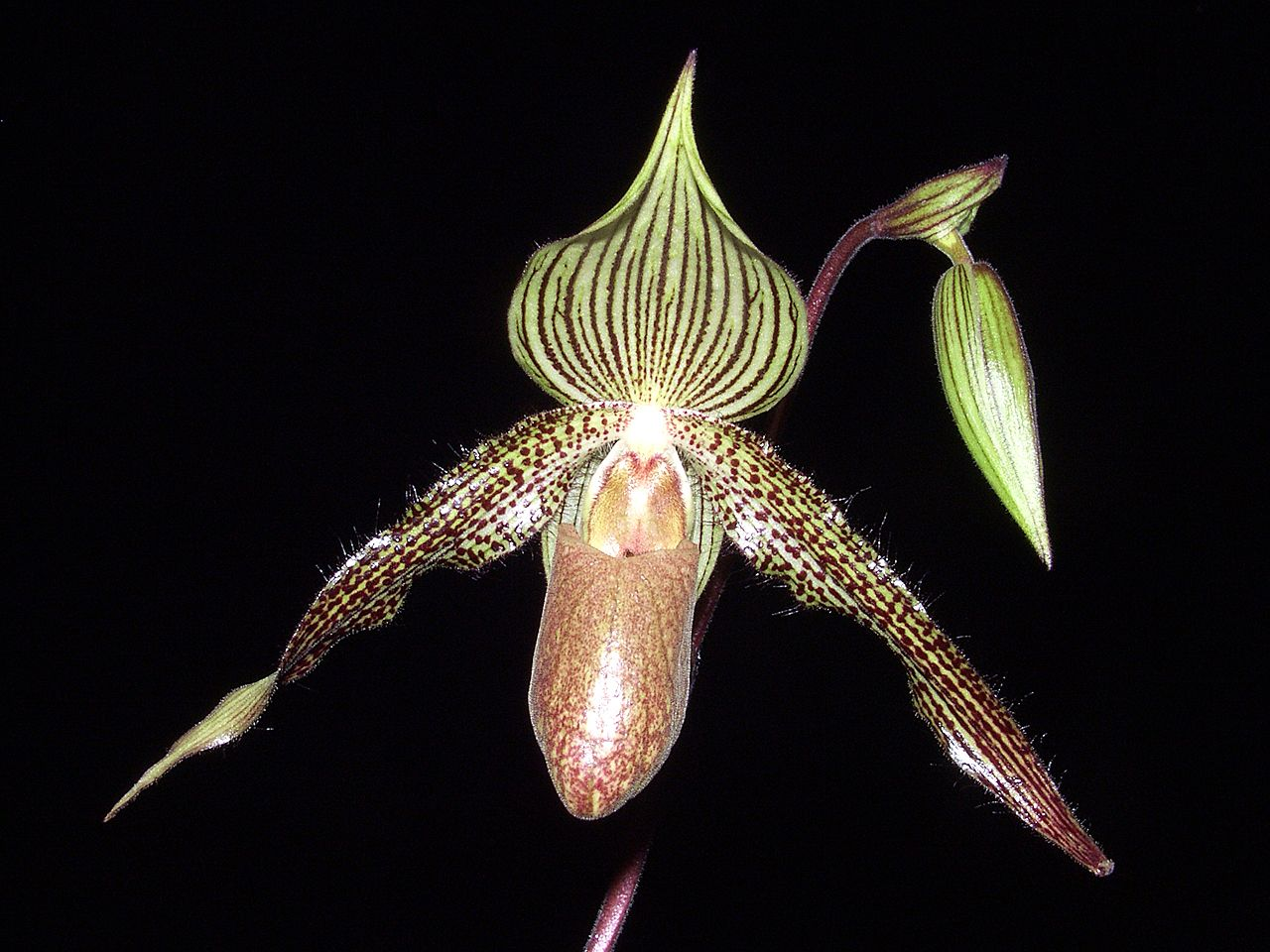
交配種（× P. wardii）

### 保護
この属のものは鑑賞価値が高く、人の手による採集圧が高い。しかも、分布や生育環境が限られたものが多く、野外での個体群が絶滅を危惧され、全種がワシントン条約の保護対象となっている。
本種はその中でも特に危険な状態にあるとされ、自然環境下においてはもっとも希少な種の一つといわれる。その主な原因は高い鑑賞価値に基づく採集圧と生育環境の人為的な攪乱であるとされる。特に本種の場合、成長が遅いことと、成熟に至る率が低いこともあり、保護の下にあっても個体数の回復が遅い。